# Corroboratio

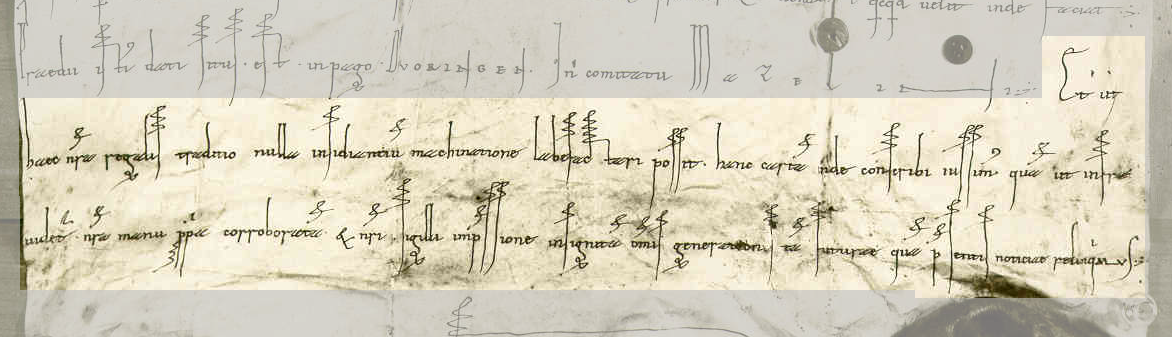
Corroboratio aus einer Schenkungsurkunde Heinrichs IV. zugunsten seiner Gemahlin, der Königin Bertha (1074): Et ut haec nostra regalis traditio nulla insidiantium machinatione labefactari possit, hanc cartam inde conscribi iussimus, quam, ut infra videtur, nostra manu propria corroboratam et nostri sigilli impressione insignitam omnis generationis tam futurae quam praesentis noticiae relinquimus. (D H.IV. 269)

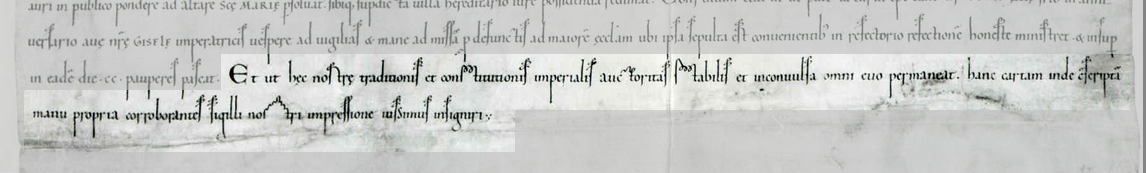
Corroboratio aus einer Urkunde Heinrichs IV., in der er der bischöflichen Kirche zu Speyer eine Schenkung macht (1102): Et ut hec nostre traditionis et constitutionis imperalis auctoritas stabilis et inconvulsa omni evo permaneat, hanc cartam inde conscriptam manu propria corroborantes sigilli nostri impressione iussimus insigniri. (D H.IV. 475; wörtlich auch in D H.IV. 474, der Text ist aus der Urkunde D H.III. 171 Heinrichs III. für das Speyerer Domkapitel von 1046 übernommen.)

Die Corroboratio (von lat. cor-roboro: stärken, kräftigen) ist eine Formel in mittelalterlichen Urkunden, die der Nennung der Beglaubigungsmittel des Schriftstücks dient.

## Begriff
Die Corroboratio ist der abschließende Teil des Kontextes vor dem Eschatokoll, welches die abschließenden Protokollformeln der Urkunde enthält. In ihr werden die Beglaubigungsmittel der Urkunde aufgezählt, etwa Zeugen (testes), als Liste oder Reihe, oder angekündigt, z. B. eigenhändige Unterschriften. Bei besiegelten Urkunden ist in der Regel eine Siegelankündigung oder Siegelbefehl enthalten. Bisweilen wird auch der verantwortliche Notar genannt. Außerdem kann sich in der Corroboratio eine Bezeichnung für die Urkunde finden, entweder nach den äußeren Merkmalen (z. B. scriptum, carta, pagina) oder nach der Art des Rechtsgeschäfts (z. B. praeceptum, privilegium, concessio, traditio), bisweilen auch in einer Verbindung beider Elemente.

## Verwendung
Die Corroboratio erscheint erstmals in Urkunden des 6. Jahrhunderts z. B. bei Papst Gregor dem Großen. Die Kanzleien der weltlichen und geistlichen Höfe verwendeten häufig einen sehr schematischen Aufbau der Corroboratio mit vielfach wiederkehrenden Formulierungen.
Ein beispielhafter Text für eine Corroboratio aus einer Urkunde Kaiser Heinrichs II.:

„Et ut haec nostrae traditionis auctoritas stabilis et inconvulsa permaneat, hanc praecepti paginam inde conscriptam manu propria roborantes sigilli nostri inpressione insigniri iussimus.“

„Und um der Autorität dieser unserer Übertragung feste und unerschütterliche Dauer zu verleihen, haben wir befohlen, diese durch unsere eigene Hand bekräftigte Urkunde durch das Eindrücken unseres Siegels zu unterzeichnen.“

Ob eine solche Bekräftigungsformel Bestandteil einer Urkunde wurde, war u. a. von ihrem Inhalt abhängig. In der Kanzlei Kaiser Friedrichs II. wurde die Corroboratio z. B. bei Privilegien immer eingefügt, bei Mandaten dagegen konnte sie meistens fehlen. Ähnliches lässt sich auch für die Urkunden der Bischöfe von Meißen feststellen. In päpstlichen Urkunden ist die Corroboratio eher selten zu finden.